# Scaphiophryne matsoko
Scaphiophryne matsoko é uma espécie de anfíbio anuros da família Microhylidae. Está presente em Madagáscar. A UICN classificou-a como quase ameaçada.